# Circuito Internacional de Zhuzhou
El circuito Internacional de Zhuzhou es un autódromo 3,774 kilómetros (2,345 mi) ubicado en Zhuzhou, China. El circuito se construyó entre marzo de 2018 y octubre de 2019 y fue diseñado por Yaq Qiming.  

## Récords de vuelta
| Categoría                  | Tiempo                     | Piloto                     | Vehículo                     |                            |
| Longitud: 3,774 km (2019-) | Longitud: 3,774 km (2019-) | Longitud: 3,774 km (2019-) | Longitud: 3,774 km (2019-)   | Longitud: 3,774 km (2019-) |
| -------------------------- | -------------------------- | -------------------------- | ---------------------------- | -------------------------- |
| Copa Porsche Carrera       | 1:36.839                   | Yu Kuai                    | Porsche 911 (991 II) GT3 Cup |                            |
| Fórmula Renault 2.0        | 1:39.657                   | Gerrard Xie                | Tatuus FR2.0/13              |                            |
| Fórmula 4                  | 1:40.425                   | Jack Beeton                | Tatuus F4-T421               |                            |
| CTCC                       | 1:43.914                   | Jiang Tengyi               | Volkswagen Lamando CTCC      |                            |
| TCR                        | 1:44.191                   | Jack Young                 | Honda Civic Type R TCR (FL5) |                            |